# كريستوفر د. أوبراين
كريستوفر د. أوبراين (بالإنجليزية: Christopher D. O'Brien)‏ هو سياسي أمريكي، ولد في 1848، وتوفي في 1922.